# Calciumbenzoat
Calciumbenzoat ist ein Calciumsalz der Benzoesäure und wird als künstliches Konservierungsmittel für Lebensmittel genutzt. Es wird als Lebensmittelzusatzstoff E 213 bezeichnet.
Es kann durch Erhitzen von Kalkwasser (Calciumhydroxid) mit Benzoesäure gewonnen werden. Dabei entstehen farblose nadelförmige Kristalle, die sich an der Luft langsam zersetzen.
Calciumbenzoat wird vor allem bei der Herstellung von Gemüsekonserven genutzt. Insbesondere für die Konservierung von Essiggemüse wie Gewürzgurken, saurem Obst und Fruchtsaftkonzentraten. Daneben wird es für die Haltbarmachung von Mayonnaise genutzt.
Als allergieauslösender Stoff verliert Calciumbenzoat an Bedeutung, da alternative Konservierungsmittel verwendet werden. Für die Konservierung von Tierfutter ist es ungeeignet, da es für Katzen giftig und bereits in geringen Mengen tödlich ist.